# BMP-23
El BMP-23 (бойна машина на пехотата) es un vehículo de combate de infantería búlgaro introducido por primera vez a principios de la década de 1980. Sin embargo, se basó en un diseño de la oficina de diseño búlgara de los años 50, siendo presentado en 1960. A pesar de su nombre, el BMP-23 es muy diferente del BMP-1 y más parecido en su funciones al BMP-2. El casco está basado en el del obús autopropulsado soviético 2S1 (también producido por Bulgaria) con un blindaje más grueso y un motor diesel más potente, que a su vez se basa en un chasis MT-LB alargado. Como el 2S1 es un vehículo más grande, el compartimento de transporte de tropas no es tan estrecho como el del BMP-1. El blindaje es de acero fundido, capaz de resistir el fuego de ametralladoras pesadas. La torreta está armada con un cañón automático 2A14 de 23 mm del cañón antiaéreo ZU-23-2 con 600 cartuchos, e inicialmente con un lanzador de ATGM (misiles antitanque) para el 9M14 Malyutka, hoy con el ATGM 9K111 Fagot.
El BMP-23 se vio por primera vez en un desfile en 1984. Sirvió con el ejército búlgaro en Irak junto con el vehículo blindado de seguridad M1117.

## Operadores
- Bulgaria

## Variantes
- BMP-23D - BMP-23D - Variante mejorada con el ATGM 9K111 Fagot y lanzagranadas de humo de 81 mm.
- BRM-23 - Versión de reconocimiento, prototipo.
- BMP-30 - BMP-23 modificado con la torreta tomada directamente del BMP-2.

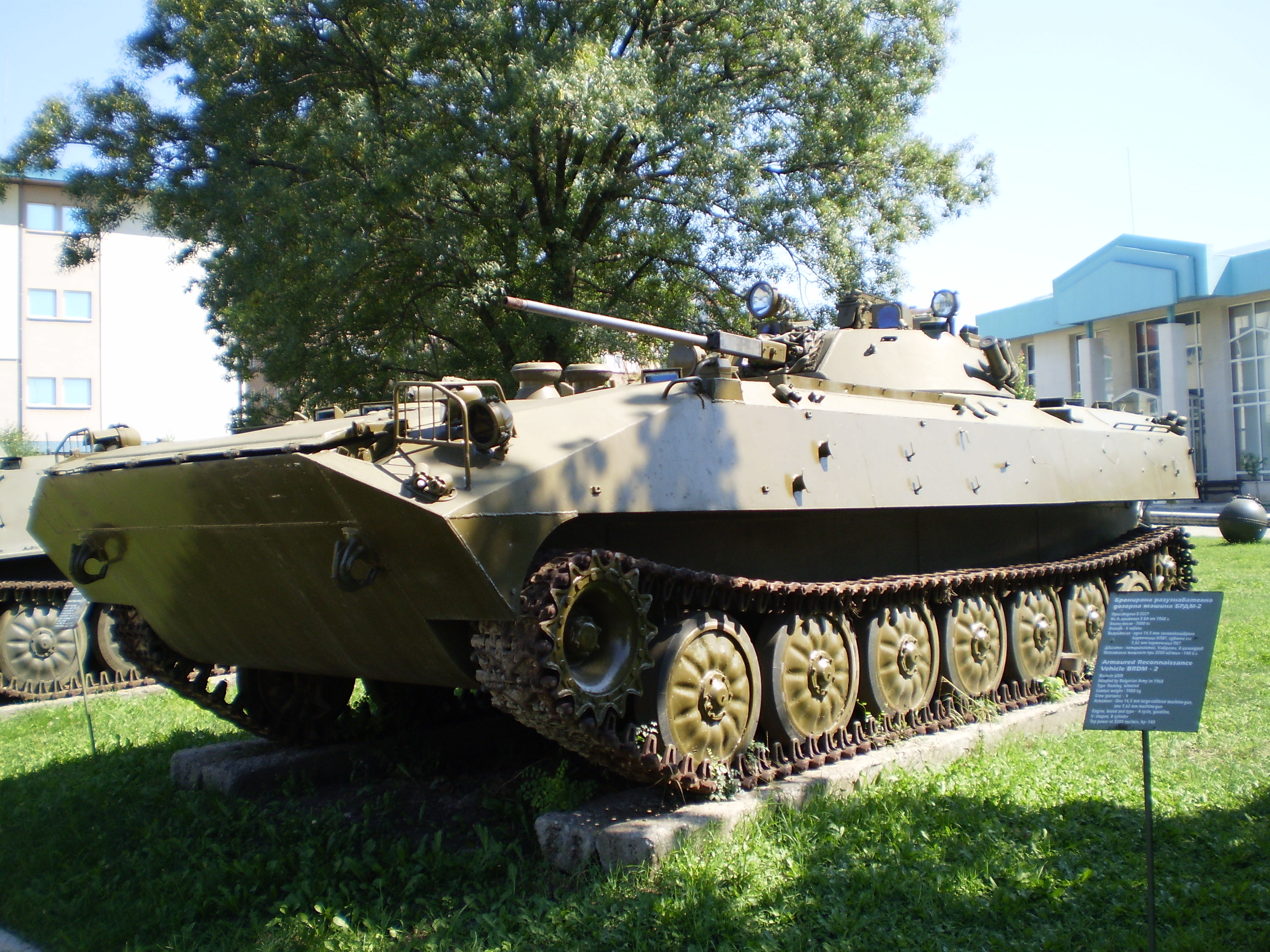
BMP-30